# Isomyia deserti
Isomyia deserti är en tvåvingeart som först beskrevs av Karsch 1888.  Isomyia deserti ingår i släktet Isomyia och familjen Rhiniidae. Inga underarter finns listade i Catalogue of Life.